# Сульфамат аммония
Сульфамат аммония — белое кристаллическое вещество, хорошо растворимое в воде. Широко используется в качестве гербицида широкого спектра, ускорителя компостирования и промышленного огнезащитного вещества (антипирена).
Представляет собой соль аммиака и сульфаминовой кислоты.

## Использование

### Гербицид
Cульфамат аммония считается особенно полезным при борьбе с древовидными сорняками, кустарниками, пнями и зарослями ежевики. Он эффективен против следующих сорняков: горец сахалинский, хвощи, сныть обыкновенная,
рододендрон понтийский, ежевика, хворост, различные виды плющей, крестовник, спиленные пни, кустарники и прочие древовидные сорные растения.

### Ускоритель компостирования
Сульфамат аммония используется в качестве ускорителя компостирования. Он особенно эффективен при перегнивании жёстких и древовидных сорняков.

### Антипирен
Сульфамат аммония (как и другие соли аммония, например, дигидрофосфат аммония, сульфат аммония) является полезным огнезащитным веществом. Антипирены на основании солей аммония имеют преимущества по сравнению с другими антипиренами на основе металлов или минералов, поскольку они растворимы в воде. Их относительно низкая температура разложения делает их подходящими для огнестойких целлюлозных материалов (бумаги/дерева). Сульфамат аммония (как и дигидрофосфат аммония) иногда используется в сочетании с сульфатом магния или сульфатом аммония (в соотношении примерно 2:1) для усиления огнезащитных свойств.

### Другие цели
В промышленности сульфамата аммония применяется в качестве пластификатора бумаги и для гальванизации. Также его вкалывают в кровь животным для очистки шкуры перед началом процесса дубления.

## Безопасность
Сульфамат аммония считается слабо ядовитым для человека и животных, что делает его подходящим для любителей домашнего сада и лесного хозяйства. Считается, что он безопасен для применения на участках земли, используемых для выращивания фруктов и овощей, предназначенных для потребления в пищу.
В Соединенных Штатах, Управление по охране труда установило допустимый предел воздействия в 15 мг/м3 за восьмичасовую смену, в то время как Национальный институт охраны труда рекомендует экспозицию не более 10 мг/м3 за восьмичасовую смену. Эти пределы воздействия несколько занижены, учитывая, что IDLH для этого вещества составляет 1500 мг/м3.
Он также считается экологически безопасным, поскольку распадается, не оставляя вредных побочных продуктов.

### В Европейском Союзе
В Европейском Союзе сульфамат аммония запрещён в качестве активного компонента гербицидов. Тем не менее, законодательство ЕС в области пестицидов никак не влияет на его доступность и использование в качестве ускорителя компостирования.